# Guto Graça Mello
Augusto César Graça Mello, detto Guto (Rio de Janeiro, 29 aprile 1948), è un compositore, produttore discografico e direttore artistico brasiliano.

## Biografia
Dopo aver abbandonato gli studi in architettura presso l'Università Federale di Rio de Janeiro (UFRJ), ha iniziato a suonare la chitarra e si è iscritto alla scuola di musica ProArte.
Nel 1967, con il suo amico d'infanzia e produttore musicale Mariozinho Rocha, ha composto le canzoni Manifesto, registrata da Elis Regina, e Cabra Macho, interpretata da Nara Leão. Ha poi fondato l'ensemble musicale Vox Populi, col quale ha suonato per tre anni in Messico. Successivamente ha composto la sua prima colonna sonora, quella del film hollywoodiano Mission: Kill 2.
Su invito di Walter Clark, allora direttore generale di TV Globo, è entrato in servizio presso il network di Rio. Per alcuni anni ha vissuto dividendosi tra Brasile e USA, avendo iniziato a studiare all'Università di Berkeley, in California. Dopo aver conseguito la laurea è tornato in pianta stabile a Rio, dove ha assunto la direzione della Som Livre, l'etichetta musicale della Globo, incarico che l'ha portato a occuparsi dell'orchestrazione delle colonne sonore di molte telenovelas. Ha scoperto i Barão Vermelho, contribuendo anche all'affermazione di Cazuza quando questi divenne solista. .
Negli anni '80, oltre a dirigere i festival della canzone MPB 80 e MPB Shell, Guto Graça Mello ha continuato a produrre le colonne sonore per diversi programmi Globo. È stato uno dei responsabili, insieme a Ezequiel Neves, della selezione delle canzoni per gli speciali per bambini di TV Globo, primo fra tutti Pirlimpimpim. Nel 1984 è diventato anche produttore musicale esecutivo del network.
Ha lasciato il mondo della tv nel 1989. Nei successivi cinque anni si è dedicato alla composizione e alla produzione di jingle pubblicitari e spettacoli teatrali. In seguito lavorerà esclusivamente nel settore musicale, con artisti come Maria Bethânia e Roberto Carlos Braga.
A teatro è stato regista dello spettacolo Se eu Fosse Você e, in collaborazione con Eduardo Bakr, ha composto le canzoni per O Jogo, un musical brasiliano ancora inedito.
Ha firmato la colonna sonora di oltre 30 lungometraggi, tra cui O Beijo No Asfalto.
Nel 2003 è stato candidato al Latin Grammy nella categoria dedicata ai migliori produttori musicali; nel 2009 invece è riuscito a vincere l'ambìto riconoscimento nella categoria "Best Long Form Music Video".

## Vita privata
Si è sposato nel 1991 e ha una figlia. È zio del cantante e attore Ricardo Graça Mello, figlio del fratello Paulo e dell'attrice Marília Pêra.